# George B. Hartzog, Jr.
George B. Hartzog, Jr., né le 17 mars 1920 à Smoaks en Caroline du Sud et mort le 27 juin 2008 à Washington, est un avocat et administrateur américain.
Il est notamment responsable du parc national de Gateway Arch à Saint-Louis (entre 1959 et 1962) et le 7e directeur du National Park Service (entre 1964 et 1972). Il démissionne du National Park Service à la suite de ce qui sera appelé le syndrome du monument de Washington (en).